# Vekoslav Skalak
Vekoslav Skalak, slovenski veslač, * 21. september 1931, Bled.
Skalak je za Jugoslavijo nastopil na poletnih olimpijskih igrah 1960 v Rimu, kjer je v četvercu s krmarjem izpadel v prvem krogu, in 1964 v Tokiu, kjer je v osmercu osvojil četrto mesto.
Leta 2012 je bil kot član osmerca z Olimpijskih iger 1964 sprejet v Hram slovenskih športnih junakov.